# Tesseract (Band)
Tesseract (Eigenschreibweise TesseracT) ist eine britische Progressive-Metal-Band.

## Geschichte
Eigentlich als Soloprojekt gedacht, gründete Acle Kahney 2003 in Milton Keynes die Band Tesseract. Nach einigen Versuchen eine Demo aufzunehmen, verwarf er den Gedanken jedoch wieder. Im Frühling 2006 meldete sich Acle Kahney mit neuem Line-up zurück; bestehend aus dem Gitarristen James Monteith, dem Bassisten Amos Williams und dem Schlagzeuger Jay Postones. Es folgte noch im selben Jahr die erste Demo, gefolgt von Auftritten beim Hammerfest, dem Bloodstock Open Air und dem Hellfire Festival.
Anfang 2009 stieß Sänger Dan Tompkins zur Band hinzu. Zudem erschien der Song Lament auf der beiliegenden CD der Metal-Hammer-Ausgabe vom November 2009.
2010 schloss die Band mit dem deutschen Plattenlabel Century Media einen Vertrag ab. Ende Oktober 2010 veröffentlichte sie mit Concealing Fate ihre erste EP, welche einen Vorgeschmack auf das kommende Album machen sollte, welches 2011 erscheinen würde. Im Anschluss an die Veröffentlichung der ersten EP machte die Band eine kleine Tour durch Nordamerika, an der auch Devin Townsend teilnahm.
Außerdem erschien der Song Nascent auf der beiliegenden DVD des Metal Hammer in der Aprilausgabe 2011.
Am 18. März 2011 erschien das erste Album – One. Neben einer normalen Version wurde auch ein limitiertes Digipak mit CD und DVD veröffentlicht.
Eine weitere EP mit Namen Perspective erschien am 21. Mai 2012, auf der fünf Lieder enthalten sind: Mit Dream Brother ein Cover des Songs von Jeff Buckley und weiterhin vier Lieder von dem Album One, die mit dem neuen Sänger Elliot Coleman neu aufgenommen und, bis auf Eden 2.0, akustisch gespielt wurden. Es gibt zudem eine Deluxeversion von Perspective, auf der alle Lieder der normalen Version zusätzlich als instrumentale Versionen enthalten sind.
Am 12. Juni 2012 gaben Tesseract bekannt, dass Coleman die Band verlassen hat:

„Leider hat unser guter Freund Elliot sich dazu entschlossen Team TesseracT zu verlassen. Wir möchten Elliot für Alles danken, was er für uns getan hat. Wir haben es geliebt, ihn als Teil dieses ‚Biestes‘ zu haben. He introduced us to a completely different side of our sound, as well the delights of Pho! Dies sind Dinge, für die wir immer dankbar sein werden. Also sind wir während wir Album 2 schreiben und aufnehmen noch auf der Suche nach dieser einen besonderen Person, die der neue Vollzeitsänger bei TesseracT werden wird.“

Am 7. September 2012 gaben Tesseract bekannt, einen neuen aber noch geheimen Sänger gefunden zu haben und die neue Single Nocturne am 12. Oktober 2012 zu veröffentlichen. Auch wurden verschiedene Shows in Europa angekündigt, unter anderem beim Euroblast Festival.
Später wurde offenbart, dass es sich beim neuen Sänger um Ashe O’Hara von der Band Voices from the Fuselage handelte. Tesseract gaben dies in einem kleinen Blogeintrag bekannt:

„Wir wissen, dass die Suche nach einem neuen Sänger ewig zu dauern schien, aber wir wollten sicher sein jemanden zu finden, der sowohl auf der Bühne als auch im Studio perfekt zu uns passt. Und Ashe ist genau dieser jemand. Wir freuen uns besonders über die Unterstützung und die Geduld, die uns unsere Fans entgegengebracht haben, und freuen uns auf das nächste TESSERACT-Kapitel.“

Am 15. Dezember 2012 gab Gitarrist James Monteith in einem Interview mit Gothestro Radio bekannt, dass sie die Veröffentlichung des zweiten Albums für das Frühjahr 2013 planten. Er sagte auch, dass das zweite Album wesentlich melodischer sein würde als die vorherigen Veröffentlichungen. Tesseract sagten, dass Altered State softer sein wird und mehr Jazz- und Folkeinflüsse haben wird als One.
Am 28. Februar 2013 wurde mit dem 27. Mai 2013 das Veröffentlichungsdatum, eine Trackliste und eine Tour durch Großbritannien mit The Algorithm und Enochian Theory vor der Veröffentlichung angekündigt. Das Album ist ein 51-minütiges fließendes Stück, welches in vier große Sektionen geteilt wurde (Of Matter, Of Mind, Of Reality, Of Energy). Jede Sektion enthält mehrere Tracks. Auch das Cover des Albums wurde offenbart.
Am 27. Juni 2014 gab die Band die Trennung von Sänger Ashe O’Hara via Facebook bekannt. Als neuer Sänger wurde Daniel Tompkins genannt, welcher bereits von 2009 bis 2011 der Band angehörte.
Das dritte Album mit dem Namen Polaris wurde am 18. September 2015 beim Label Kscope veröffentlicht.
Am 8. Februar 2018 wurde der Releasetermin des neuen Albums Sonder (20. April 2018) zusammen mit dem dazugehörigen Track Luminary veröffentlicht. Dazu wurde auch Cover und Tracklist bekannt gegeben. Das Album besteht aus sieben Songs und beinhaltet eine überarbeitete Version von Smile, eine Single, die am 23. Juni 2017 erschien.

## Name
Tesseract ist das englische Wort für Tesserakt, einen vierdimensionalen Hyperwürfel. In einem Interview meinte die Band, sie würde sich nicht besonders für Mathematik interessieren, Acle Kahney wäre auf den Namen gekommen, als er eine Folge der Dokuserie Unser Kosmos sah, in der Carl Sagan die vierte Dimension erklärte.

## Diskografie

### Studioalben
| Jahr | Titel Musiklabel            | Höchstplatzierung, Gesamtwochen, AuszeichnungChartplatzierungen (Jahr, Titel, Musiklabel, Platzierungen, Wochen, Auszeichnungen, Anmerkungen) | Höchstplatzierung, Gesamtwochen, AuszeichnungChartplatzierungen (Jahr, Titel, Musiklabel, Platzierungen, Wochen, Auszeichnungen, Anmerkungen) | Höchstplatzierung, Gesamtwochen, AuszeichnungChartplatzierungen (Jahr, Titel, Musiklabel, Platzierungen, Wochen, Auszeichnungen, Anmerkungen) | Höchstplatzierung, Gesamtwochen, AuszeichnungChartplatzierungen (Jahr, Titel, Musiklabel, Platzierungen, Wochen, Auszeichnungen, Anmerkungen) | Höchstplatzierung, Gesamtwochen, AuszeichnungChartplatzierungen (Jahr, Titel, Musiklabel, Platzierungen, Wochen, Auszeichnungen, Anmerkungen) | Anmerkungen                                     |
| Jahr | Titel Musiklabel            | DE | AT | CH | UK | US | Anmerkungen                                     |
| ---- | --------------------------- | --- | --- | --- | --- | --- | ----------------------------------------------- |
| 2011 | One Century Media           | — | — | — | — | — | Erstveröffentlichung: 22. März 2011             |
| 2013 | Altered State Century Media | — | — | — | — | US94 (1 Wo.)US | Erstveröffentlichung: 27. Mai 2013              |
| 2015 | Polaris Kscope              | — | — | — | UK65 (1 Wo.)UK | US120 (1 Wo.)US | Erstveröffentlichung: 18. September 2015        |
| 2018 | Sonder Kscope               | DE48 (1 Wo.)DE | AT31 (1 Wo.)AT | CH51 (1 Wo.)CH | UK62 (1 Wo.)UK | US198 (1 Wo.)US | Erstveröffentlichung: 20. April 2018            |
| 2021 | Portals Kscope              | DE70 (1 Wo.)DE | — | — | — | — | Erstveröffentlichung: 27. August 2021 Livealbum |
| 2023 | War of Being Kscope         | DE68 (1 Wo.)DE | — | — | — | — | Erstveröffentlichung: 15. September 2023        |

Weitere Veröffentlichungen
- 2006: Demo
- 2007: Demo
- 2010: Concealing Fate (EP)
- 2012: Perspective (EP)
- 2015: Oddysey/Scala (Livealbum)
- 2016: Errai (EP)